# استاد سیس
استادسیس یا استاذسیس فردی اهل سیستان بود که در سال ۱۵۰ هجری در دینور ادعای پیغمبری کرد و علیه عباسیان قیام کرد. او در آغاز پیروزی‌هایی به دست آورد و سرزمین‌هایی را در خراسان تسخیر کرد ولی سرانجام در سال ۱۵۱ هجری شکست خورد و بسیاری از پیروان او کشته یا اسیر شدند.

## ریشهٔ نام
«استاد»، بخش نخست واژهٔ استادسیس، واژه‌ای فارسی است که در منابع تاریخی به گونه‌های مختلف آمده‌است، اما مفهوم جزء دوم این واژه، یعنی «سیس»، به درستی روشن نیست. واژهٔ سیس در چند نام تروک ایرانی دیده می‌شود: جانشین، مانی، سیس نام داشت. مانوی دیگر که هم روزگار رازی بود، همین نام را داشت. نام‌های دیگر بهرام‌سیس و پارسیس است. در تبارنامهٔ آل‌بویه یکی از نوادگان بهرام گور، سیس نامیده شده‌است.
در واژه‌نامهٔ دهخدا آمده‌است.
استاد. [اُ] (ص) (معرب آن نیز استاد و استاذ) اوستاد. اُستا. اوستا (مخفف اوستاد). ماهر. بامهارت. صاحب مهارت. حاذق. (دهار) (ربنجنی):
همچنین در مورد سیس آمده‌است:
سیس. (هزوارش، اِ) اسب جلد و تند و تیز باشد. (برهان) (جهانگیری). قیاس کنید با «سیسو» (اسب) در زبان اکدی و آشوری که در آرامی «سوسیا» شده و به صورت هزوارش وارد پهلوی گردیده. رجوع به سوسبار شود. (از حاشیهٔ برهان قاطع چ معین):
تنگ گردد چون دل عاشق جهان بر دشمنت
روز هیجا چون کنی بر سیس یکران تنگ تنگ.
جمال الدین عبدالرزاق اصفهانی؛ بنابراین استادسیس به معنای فرد با مهارتی است که اسبی چابک دارد
اما برخی قائلند که پسوند سیس یا سیوس یا تیس پسوندی یونانی است که یونانیان با افزودن آن در پایان نام‌ها کلمات را بدین شکل می‌خواندند مانند «کنفوسیوس» که در زبان چینی «کونگ فوزی» است که یونانیان با افزودن پسوند «یوس» در پایان نام او، آن را به «کنفوسیوس» دگرگون کردند که در جهان بیشتر بدین نام شناخته شده‌است. بر این اساس، پسوند سیس زائد خواهد بود.

## پیش از قیام
دربارهٔ زندگی استادسیس تا پیش از قیام، اطلاعات روشنی در دست نیست و گزارش منابع منحصر به سال‌های پایانی عمر او است. از برخی روایات می‌توان فهمید که وی در خراسان امارت داشته و از پذیرفتن ولی‌عهدی مهدی عباسی خودداری کرده‌است.

## قیام استادسیس
جنبش استادسیس در میان قیام‌هایی که ضد عباسیان در سدهٔ دوم هجری پدید آمد، از همه ناشناخته‌تر بود. او در بادغیس، در ناحیه‌ای که به‌آفرید و یارانش در آنجا پناه جسته بودند، قیام کرد و بر پایهٔ برخی روایات، استادسیس راه به‌آفرید را در پیش گرفته بود و او که زمانی حامی عباسیان بود و با سپاهیان آن‌ها همکاری می‌کرد، به علت نامعلومی ارتباط خود را با آنان برهم زد و سر به شورش برداشت، این نکته با گفتهٔ گردیزی نیز سازگار است. به نوشتهٔ مجمل‌التواریخ، استادسیس از سیستان بود و در خراسان قیام کرد، اما شاهد دیگری که این گفته را تأیید کند، در دست نیست. تاریخ دقیق این قیام به درستی روشن نیست. خلیفة بن خیاط می‌نویسد که این جنبش در ۱۴۹ ه‍.ق آغاز شد؛ اما به روایت طبری، استادسیس در ۱۵۰ ه‍.ق قیام کرد و چون جنبش پا گرفت، با سرعت گسترش یافت و مردم بادغیس، هرات و سیستان گرد او فرا آمدند. اگرچه شمار پیوستگان به این جنبش در مآخذ اغراق‌آمیز به نظر می‌رسد، اما تصوری از اهمیت این جنبش به دست می‌دهد که دلیل بر وجود روحیهٔ عصیان در مردم ناحیهٔ خراسان است. به گزارشی، قیام‌کنندگان با خود بیل و تبر داشتند و این نشان می‌دهد که هواداران جنبش بیشتر از طبقات پایین جامعه بوده‌اند.
استادسیس بر قسمتی از شهرهای خراسان دست یافت و آنگاه متوجه مروروذ شد. اجثم مروروذی به مقابله با او شتافت و پس از نبرد سخت همراه بسیاری از یاران خود کشته شد و تنی چند از سرداران، از آن میان معاذ بن مسلم بن معاذ، جبرئیل بن یحیی، حماد بن عمرو، ابولنجم سیستانی و داوود بن کراز، ناگزیر از هزیمت شدند. در همان زمان در سیستان نیز شورشی پدید آمد. چون خبر شورش خراسان و سیستان به منصور عباسی رسید، وی سپاهی را با خازم بن خُزَیمه به نیشابور گسیل کرد تا مهدی پسر او را در براندازی استادسیس یاری دهد. مهدی نبرد با استادسیس را بر عهده او گذاشت و رهبری دیگر فرماندهان را نیز به او داد. به روایت حافظ ابرو، خازم را به یاری اجثم مروروذی فرستادند، اما این گزارش با منابع دیگر سازگاری ندارد. خازم، به روایت العیون و الحدائق لشکری عظیم داشت و بسیاری از شکست خوردگان نبرد اجثم نیز به سپاه او پیوسته بودند. خازم از میان آن‌ها افراد نخبه را برگزید و بر سپاه خود افزود، آنگاه لشکر بیاراست و کسانی را بر جناح‌های مختلف بگماشت و سپس آماده حمله به استادسیس شد. در آغاز نتوانست بر او و نایب او (حریش سیستانی) پیروز شود و چند بار با ناکامی روبرو شد. به دستور خلیفه، ابوعون و عمروبن سلم بن قتیبه از تخارستان به یاری خازم شتافتند. خازم بن خزیمه با حیله توانست طرفداران استادسیس را غافلگیر کند و به همین سبب بسیاری از آن‌ها در نبرد جان باختند و بسیاری دیگر اسیر شدند که بعداً به قتل رسیدند.
استادسیس با گروه اندکی از یاران خود به کوهی پناه برد، اما خازم آن‌ها را محاصره کرد. سرانجام استادسیس و یارانش تسلیم شدند و به فرمان ابوعون گردن نهادند. ابوعون حکم کرد که بر استادسیس و خانوادهٔ او بندهای آهنین نهند و بقیه را آزاد کنند. خازم به حکم ابوعون تن داد و آنگاه پیروزی خود را به مهدی نوشت و او هم آن را به منصور گزارش کرد. در منابع به سرنوشت حریش سیستانی که فرماندهی سپاهیان استادسیس را داشت، اشاره‌ای نشده‌است. فرجام کار استادسیس نیز به درستی روشن نیست، تنها به روایت یعقوبی، خازم، استادسیس را پس از اسارت به بغداد فرستاد و او در آنجا کشته شد. جهشیاری قیام استادسیس را پس از جنبش‌های یوسف البرم و مقنع آورده که درست نیست. صاحب مجمل التواریخ طول مدت جنبش استادسیس را دو سال نوشته‌است.
مرگ یا دستگیری استادسیس به ناآرامی ناحیه بادغیس پایان نداد و این بخش حداقل تا ۱۵۳ ه‍.ق/ ۷۷۰ م ناآرام بود. در برخی از منابع آمده‌است که استادسیس پدر مراجل، مادر مأمون خلیفه عباسی و نیز پدر غالب، دایی مأمون بود. روایتی هم که خیزران مادر هادی و هارون الرشید را دختر استادسیس معرفی می‌کند، به نظر درست نمی‌رسد.
به گفتهٔ شهرستانی، در میان زرتشتیان گروهی وجود دارد که آنان را سیسانیه و به‌آفریدیه گویند. برخی محققان از اینکه شهرستانی این دو نام را بدون تفاوت آورده، نتیجه گرفته که آراء آنان یکسان یا دست کم مشابه بوده‌است. جنبش استادسیس تنها سیاسی نبود، بلکه جنبه دینی هم داشت: اینکه نوشته‌اند او داعیه پیامبری داشته و یاران او کفر و فسق و راهزنی پیشه کرده بودند.